# Vincent et Théo
Pour plus de détails, voir Fiche technique et Distribution.
Vincent et Théo (Vincent and Theo) est un film international réalisé par Robert Altman et sorti en 1990.

## Synopsis
En 1881, Vincent van Gogh est âgé de 28 ans. Il quitte sa famille pour se consacrer à la peinture. Il s'installe à Paris chez son frère Théodorus, dit Théo. Mais c'est une période sombre pour Vincent, rongé par l'alcoolisme, et en perpétuel conflit avec son ami Paul Gauguin. Ses rapports avec son frère sont également compliqués, même si Théo fait tout pour le soutenir.

## Fiche technique
Sauf indication contraire, les informations mentionnées dans cette section peuvent être confirmées par la base de données cinématographiques IMDb,  présente dans la section « Liens externes ».
- Titre original : Vincent and Theo
- Titre français : Vincent et Théo
- Réalisation : Robert Altman, assisté de Christian Faure
- Scénario : Julian Mitchell
- Direction artistique : Dominique Douret[1]
- Décors : Stephen Altman, Jan Roelfs
- Costumes : Scott Bushnell
- Photographie : Jean Lépine
- Montage : Françoise Coispeau, Geraldine Peroni
- Musique : Gabriel Yared
- Production : Ludi Boeken et Emma Hayter

Production déléguée : Ted Childs, David Conroy et Jacques Fansten
Production associée : Harry Prins
- Sociétés de production : Hemdale et Belbo Films ; Central Films, La Sept-Arte, Telepool, Rai 1, Verenigde Arbeiders Radio Amateurs et Sofica Valor (coproduction) ; Arena Films (production associée) ; CNC et région Languedoc-Roussillon (participation)
- Sociétés de distribution : Gaumont / Jean-Paul Bretagnole Distribution (France)
- Pays :  France /  Pays-Bas /  Royaume-Uni /  Allemagne /  Italie
- Langue originale : anglais
- Format : couleur - 35 mm  - 1,33:1 - son mono
- Genre : drame biographique
- Durée : 135 minutes ; 200 minutes (version télévision et vidéo)
- Dates de sortie[2] :
  - Pays-Bas : 27 avril 1990
  - Royaume-Uni : 13 juillet 1990
  - France : 29 mai 1991

## Distribution
- Tim Roth : Vincent van Gogh
- Paul Rhys : Théodore van Gogh
- Adrian Brine : l'oncle « Cent »
- Jean-François Perrier : Léon Boussod
- Vincent Vallier : René Valadon
- Hans Kesting : Andries Bonger
- Peter Tuinman : Anton Mauve
- Marie Louise Stheins : Jet Mauve
- Oda Spelbos : Ida
- Jip Wijngaarden : Sien Hoornik
- Anne Canovas : Marie
- Johanna ter Steege : Jo Bonger
- Jean-Pierre Castaldi : le Père Tanguy
- Humbert Camerlo : un peintre
- Wladimir Yordanoff : Paul Gauguin
- Louise Boisvert : Mme Ginoux
- Florence Muller : Rachel
- Féodor Atkine : Dr. Peyron
- Jean-Pierre Gos : Trabuc
- Jean-Pierre Cassel : Dr. Paul Gachet
- Bernadette Giraud : Marguerite Gachet
- Kitty Courbois : Anna van Gogh (non créditée)
- Viviane De Muynck : Mme Stricker (non créditée)